# Meñakoz
La playa Meñakoz situada en el municipio vizcaíno de Barrica, País Vasco (España), es una playa con arena y rocas. En esta playa se practica mucho surf. Es una playa nudista.

## Área
- Bajamar: 24.000 m²
- Pleamar: 12.000 m²